# Natacha (bande dessinée)
Pour les articles homonymes, voir Natacha.
 (novembre 2023).
Natacha est une série de bande dessinée créée par le dessinateur belge François Walthéry et le scénariste Gos.
Natacha est une hôtesse de l’air débrouillarde qui a le don de se retrouver dans des situations périlleuses. Toujours accompagnée de son collègue et ami Walter, elle voyage aux quatre coins du monde.
La série, qui appartient à l'école de la bande dessinée franco-belge, est publiée à partir de 1970 dans Spirou, et éditée en album depuis 1971 par les éditions Dupuis, puis par Marsu Productions, jusqu'à ce que Dupuis en fasse à nouveau l'acquisition en 2013. Le dessinateur et principal auteur est toujours François Walthéry, mais la série alterne les scénaristes en fonction de ses envies et disponibilités, ce qui débouche sur des styles de récits très différents. L'auteur adapte son style graphique au scénario, causant des variations de dessin notables entre les albums d'époques similaires.

## Historique

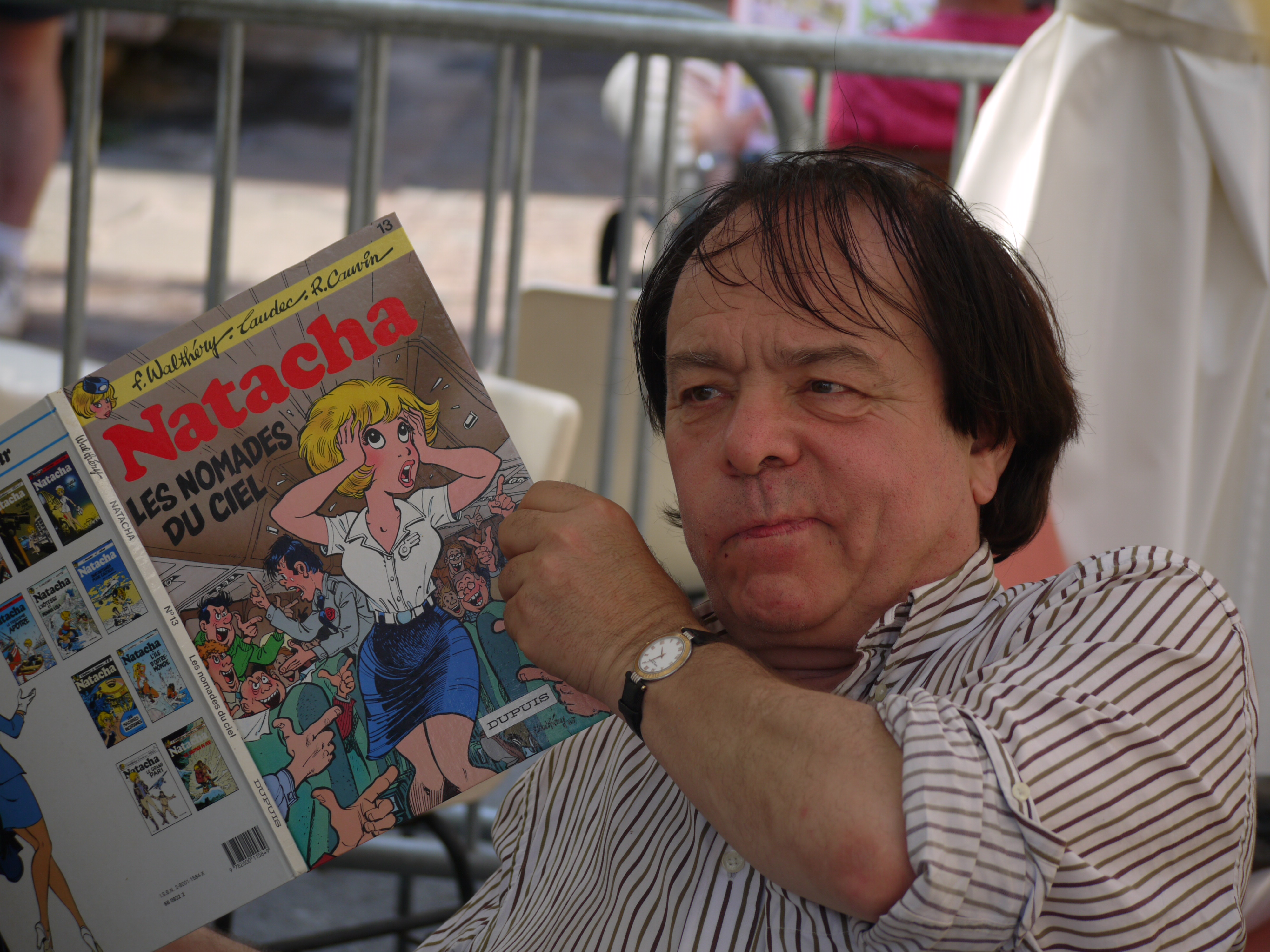
François Walthery en dédicace au Festival Roquebrune sur Argens 2009.

Le personnage de Natacha est créé en 1965 par Walthéry. Le premier album de la série, Natacha hôtesse de l'air, est publié en 1970 chez Dupuis. François Walthéry est alors assistant au studio Peyo. Il travaille simultanément sur plusieurs séries durant cette période (Benoît Brisefer, sur lequel il est devenu principal dessinateur, Johan et Pirlouit, Les Schtroumpfs), ce qui retarde la sortie du premier album de Natacha pendant ces cinq premières années. Les 16 premières planches du récit, laissées au rédacteur en chef de l'époque Yvan Delporte, sont exhumées par son successeur Thierry Martens en 1969 qui exige de Walthéry qu'il complète l'album aussi vite que possible.

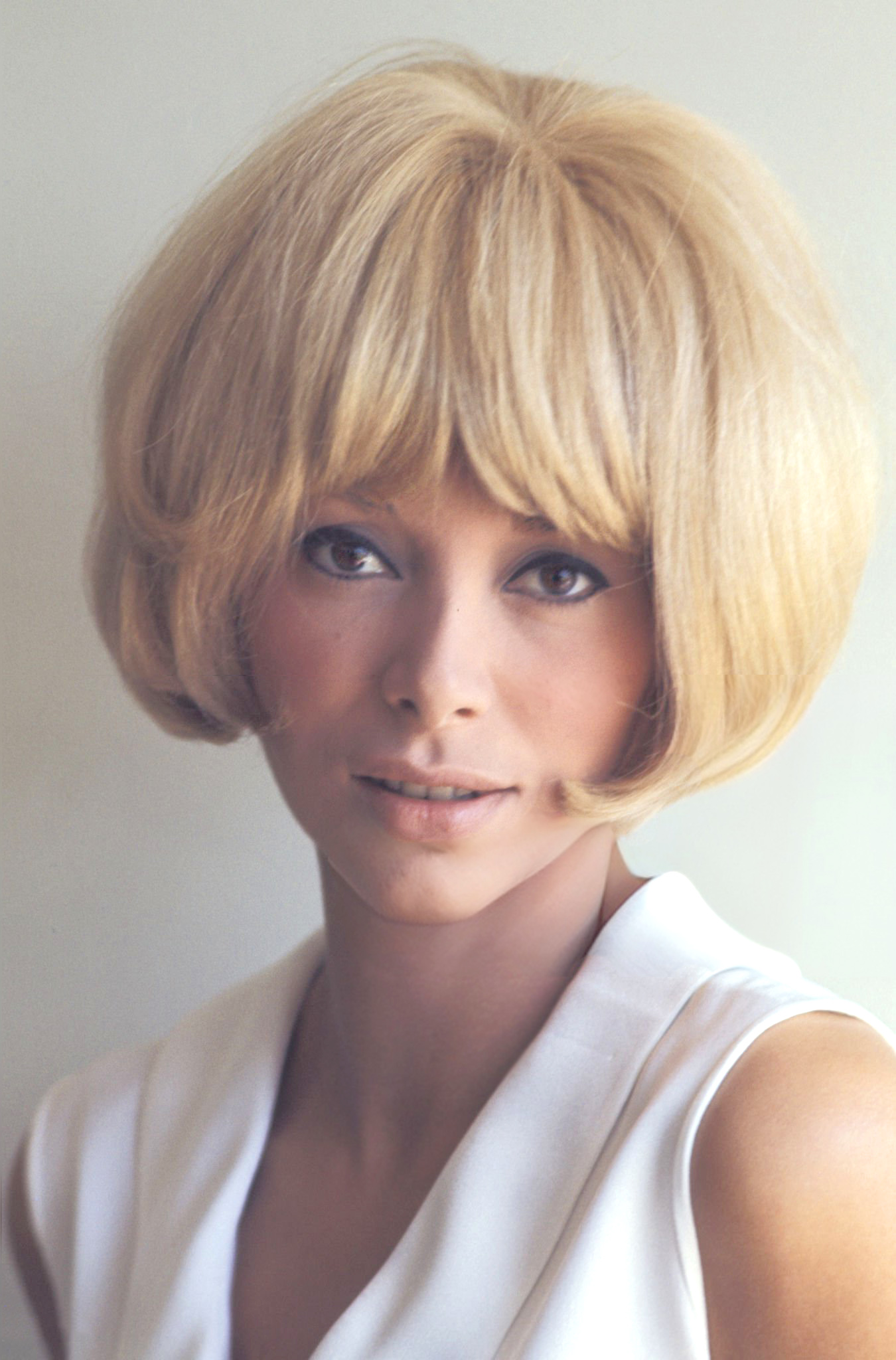
Mireille Darc en 1968
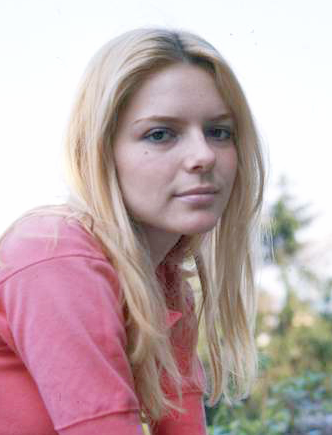
France Gall en 1969
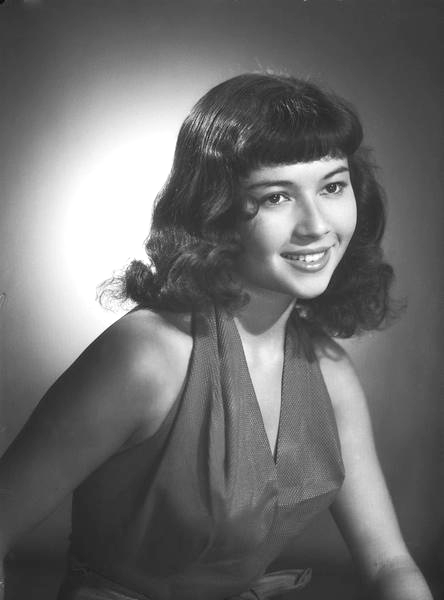
Dany Carrel en 1952

Pour créer graphiquement Natacha, l'auteur s'inspire de plusieurs femmes : Mireille Darc, France Gall, Dany Carrel, ainsi que d'une amie qui accepte de poser pour lui. Ayant une faible connaissance de l'aviation, Walthéry s'est initialement inspiré des planches de Victor Hubinon (Buck Danny). L'exactitude des références dans ce premier album s'en trouve affectée (la bagarre dans le DC-3 provoquera l'hilarité de l'éditeur, car elle aurait été impossible en réalité), ce que l'auteur corrigera dans les parutions suivantes à l'aide essentiellement de photographies prises durant ses propres voyages en avion. La série est publiée de 1970 à 1988 dans Spirou, des tomes 1 à 13. 
En 1989, Walthéry décide de quitter Dupuis et la série Natacha se fait publier par Marsu Productions pour les tomes 14 à 21 jusqu'en 2010. Parmi ceux-ci seule l'histoire inédite La Veuve Noire est publiée dans Spirou en 1996, puis le magazine réédite Le treizième apôtre en 2006 et Un brin de panique en 2007. En 2013 les éditions Dupuis rachètent Marsu Productions.
En 2014, une histoire inédite est publiée dans le journal Spirou : l’Épervier bleu. L'album est un remake de L'île aux perles, une aventure de L'Épervier bleu, un personnage créé par Sirius en 1942. L'histoire sera développée en triptyque, le deuxième tome s'intitule Sur les traces de L’Épervier bleu et le troisième et dernier tome s'intitulera Chanson d'Avril.
Le 23e album, intitulé Sur les traces de l’Épervier bleu, paraît le 30 novembre 2018 chez Dupuis. Il est pour l'occasion prépublié dans le journal Spirou entre novembre 2018 et janvier 2019, des no 4505 à 4512.
Pour terminer la trilogie, le 24e album, intitulé Chanson d'avril est publiée chez Dupuis le 28 mars 2025. C'est un remake de l'album Les Pirates de la stratosphère (1951) de la série l'Épervier bleu.

## Personnages

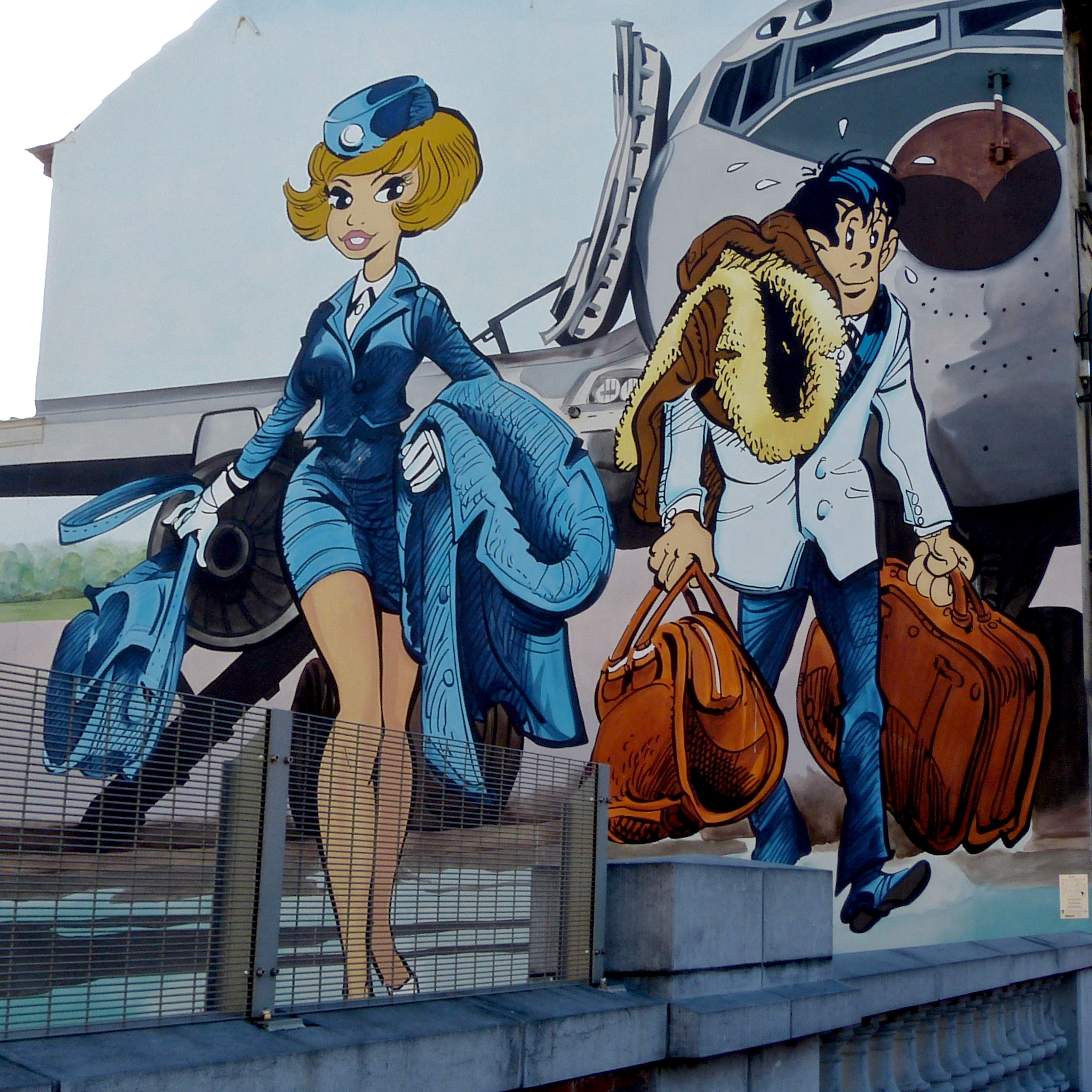
Peinture murale de Natacha et Walter, à Bruxelles.

### Natacha
Natacha est une hôtesse de l'air. Ses aventures ont dans la majorité des cas un rapport avec les avions de ligne. Il arrive tout de même que certains scénarios n'utilisent pas ces ressources, et entraînent l'héroïne dans des aventures à l'occasion de ses temps de repos ou de ses escales. Sous des abords très corrects, le personnage de Natacha apporte une touche « sexy » aux publications de chez Dupuis, sans jamais rien dévoiler ouvertement de sa féminité (en tout cas dans le cadre des albums — une vignette-gag « échappée » de la rédaction pour le premier tome montrait déjà Natacha seins nus).
Féministe et célibataire endurcie, elle est accompagnée dans ses aventures de son collègue et ami Walter, steward dans la même compagnie qu'elle : la B.A.R.D.A.F.. Ils naviguent tous deux, la plupart du temps, sur des appareils pilotés par le Commandant Turbo (qui a régulièrement « déjà vu ça ») et son copilote Legrain. Natacha est en général calme et raisonnable, mais possède un caractère bien trempé et peut violemment réagir face à la cruauté gratuite, aux insultes, ou à la maladresse de Walter (l'auteur lui-même la décrit comme ayant la main leste : effectivement, elle n'hésite pas à donner des claques). Travaillant comme hôtesse de l'air, Natacha n'est donc pas présentée comme un personnage habitué aux combats ou aux enquêtes criminelles.
À l'image des héros traditionnels de bande dessinée, elle a beaucoup de cœur et agit souvent pour la sécurité des autres. Natacha a eu une liaison avec un autre personnage de bande dessinée, à savoir Jess Long. Dans Le Treizième Apôtre, on apprend que Natacha se destinait initialement à des études d’archéologie, malheureusement interrompues par des affaires familiales.
Natacha a passé son brevet de pilotage sur monoplan monomoteur (Natacha et le Maharadjah), et sait parfaitement tenir un volant (La Mémoire de métal).

### Walter
Pour les articles homonymes, voir Walter.
Seul personnage véritablement récurrent des aventures de Natacha (le commandant Turbo et le copilote Legrain n'apparaîtront que quelques aventures plus tard), Walter est steward dans la même compagnie que Natacha. Il a été nommé d'après Walter Goosens, fils du scénariste des premières aventures de Natacha, Roland Goosens, dont il deviendra l'assistant sur la série Le Scrameustache sous le pseudonyme de Walt.
Au fil des aventures, Walthéry a mis dans ce personnage un grand nombre de ses propres travers et passions. Ainsi Walter apparaît-il souvent un peu bourru, facilement irritable, porté sur l'alcool, et aimant bien paresser à chaque escale. Fervent adepte de jazz et de blues, il collectionne les disques de grands artistes américains. C'est également un passionné de bandes dessinées (Les Petits Biquets, Bill a disparu, La mer de rochers), de photographie (Le Treizième Apôtre, Instantanés pour Caltech).
C'est le personnage secondaire qui sert de faire-valoir au personnage principal. Gaffeur et malchanceux, c'est à lui qu'arrivent toutes les tuiles, mais il peut s'avérer très efficace à ses moments (le cycle Instantanés pour Caltech et Les Machines incertaines lui étant pratiquement dédiés). Sa relation avec Natacha est parfois un peu ambiguë, mais ne prête finalement pas à confusion : ils ne sont pas intimes sans pour autant être gênés (Bill a disparu, 5e planche supplémentaire ajoutée en 1984 ; Le Treizième Apôtre, dans la scène du train ; L’Île du bout du monde et Les Culottes de fer).
On sait qu'il a effectué son service militaire une dizaine d'années avant le début des aventures de Natacha et qu’il en a gardé quelques restes : Walter sait manipuler les armes de poing, fusils d'assaut, bazookas, mortiers, grenades et explosifs (dans Les Machines incertaines, Walter forme un commando à l'utilisation de ce matériel). Il est de plus parachutiste sportif dans le civil (Natacha et le Maharadjah). Il peut aussi prédire quand il va pleuvoir grâce à son rhumatisme à l'épaule droite (Natacha hôtesse de l'air).
Depuis le début de la série, les deux personnages pratiquent entre eux le vouvoiement, même après avoir passé plusieurs mois (et même dormi ensemble) sur une île déserte dans l'album L’Île du bout du monde. Ils le font peut-être pour des raisons professionnelles (serait-il interdit aux employés de la B.A.R.D.A.F. de frayer entre eux ?). Par les histoires de leurs grands-parents respectifs (la grand-mère de Natacha a accompagné le grand-père de Walter lors de deux aventures mémorables) et leur capacité à se supporter mutuellement malgré leurs caractères diamétralement opposés, on peut estimer qu'ils se connaissent depuis longtemps.
En effet, il n'est jamais question d'attirance entre eux, et Walter semble même être le seul personnage insensible (toutefois en apparence, car il ne peut rien lui refuser) au charme de Natacha. Ce qui ne l'empêche pas d'entrer dans une rage meurtrière quand Natacha est agressée : dans ces situations, il est généralement beaucoup moins maladroit qu'à son habitude, ce dont il a parfaitement conscience, comme lorsqu'il cloue un serpent à un arbre d'un jet de lance, évitant Natacha d'un cheveu dans L’Île du bout du monde.

### Les grands-parents de Natacha et Walter
Ils sont les héros de quatre albums : L'Hôtesse et Monna Lisa, Le Grand Pari, Les Culottes de fer, L'Épervier Bleu et Sur les traces de L'Épervier Bleu, où leurs petits-enfants racontent leurs voyages. Ils n'apparaissent qu'en flash-back, à l’époque où ils avaient l'âge de Natacha et Walter. Le 21e album voit le retour de la grand-mère de Natacha, dans un flash-back servant de prologue à l'aventure.
D’apparence et de personnalité, ils sont les portraits crachés de leurs petits-enfants (ils portent les mêmes prénoms, aussi), avec de légères différences. La grand-mère de Natacha est peintre et conservatrice de musée, est mariée et a une sœur qui vit en Angleterre, dans le Hamenex. Le grand-père de Walter est pilote de la B.A.R.D.A.F, marié (sa femme n'est jamais montrée, mais leur relation est tendue) et père de jumelles (dont l’une est sans doute la mère de Walter). Dans les trois premiers albums où ils apparaissent, ils voyagent en avion et font même le tour du monde ensemble – Walter (senior) apprenant à Natacha (senior) à piloter à cette occasion.
Leur relation est la même que celle de leurs descendants, même si une légère romance semble s'installer entre eux à la fin de leur tour du monde. Cette histoire n'est pas développée — au regret manifeste des protagonistes — car ils sont déjà mariés chacun de leur côté. Walter note avec humour que Natacha et lui auraient pu être frère et sœur. Réponse de Natacha : « Doux Jésus, quelle horreur ! ».

### Le commandant Turbo
Pilote de ligne qui ne cesse de dire : « J’ai déjà vu ça », « Je n’ai jamais vu ça »… Apparu dans l'histoire courte Un brin de panique, il est expérimenté (il a déjà tout vu – ou presque) et flegmatique. Il est toujours maître de lui-même et a un sang-froid quasiment sans faille (sauf durant les vols avec Walter et Natacha).
Bien que le commandant Turbo ait une ressemblance certaine avec le commandant de bord de la première aventure de Natacha, il ne s'agit pas des mêmes personnages.

### Jean-Pierre Legrain
C'est le copilote attitré du commandant Turbo depuis Un tour de passe-passe. Le personnage est inspiré d'un véritable copilote, ami de François Walthéry, qui lui a prêté son identité. Le vrai Jean-Pierre Legrain est depuis « passé à gauche », c'est-à-dire commandant de bord.

## Analyse

### Clins d'œil
Quelques planches de Walthéry, où l'auteur décrivait la naissance de Natacha, furent publiées en même temps qu'un pastiche signé Didier Conrad et Yann (auteurs des Innommables), à l'époque chargées de remplir les espaces blancs dans le journal.
Le pastiche présente Natacha comme étant Benoît Brisefer par Walthéry, après que ce dernier ait reçu l'illumination (par une lampe de poche). Les absences relativement longues de Natacha et de Walthéry des pages du journal s'y expliquaient par les émeutes (de jolies filles, au plus grand ravissement d'un Walthéry pastiché, et de types informes voire monstrueux, au plus grand agacement de Natacha) que la présence trop régulière de ces derniers pouvaient provoquer. Le soin particulier apporté à ce pastiche (encrage précis, personnage parfaitement copié, couleur, humour moins gras, présentation en demi planches complètes et non en inserts, à l'inverse des pastiches de Yoko Tsuno ou Papyrus) dénote d'un attachement certain à ce personnage de la part des pasticheurs, alors que les personnages qu'ils n'aimaient pas étaient en général beaucoup moins fidèles dans Dans l'enfer des hauts de page.
Les deux (la naissance de Natacha par Walthéry et le pastiche par Conrad et Yann) ont été publiés dans le même Spirou spécial été de juin 1980 numéro 2200.

### Les décors
Les décors varient entre des lieux purement imaginaires et des endroits réels, dont plusieurs sites belges, cafés, restaurants bruxellois, rues liégeoises, etc. De nombreux dessinateurs y participent : Mittéï, Pierre Seron, Jidéhem, Will, Laudec, Georges Van Linthout et Bruno Di Sano.

### La compagnie B.A.R.D.A.F.
C'est la compagnie aérienne (fictive) qui emploie tous les protagonistes. Le nom est un acronyme inspiré par la Sabena, ancienne compagnie aérienne nationale belge. Dans ce pays, « bardaf » est l'onomatopée consacrée pour les accidents aériens. D'ailleurs, les avions arborent le plus souvent une livrée bleue et blanche s'inspirant de la Sabena, même s'ils sont parfois bordeaux, noir et gris.
La B.A.R.D.A.F. a été fondée vers 1925 (l'action de l'album Le Grand Pari se passe « vers 1930 ») et l'on y fête le cinquième anniversaire de la compagnie.

### Flotte
Au cours des albums, la B.A.R.D.A.F. dévoile plusieurs modèles d'avions, le Boeing 747 étant le plus souvent représenté. On y trouve :

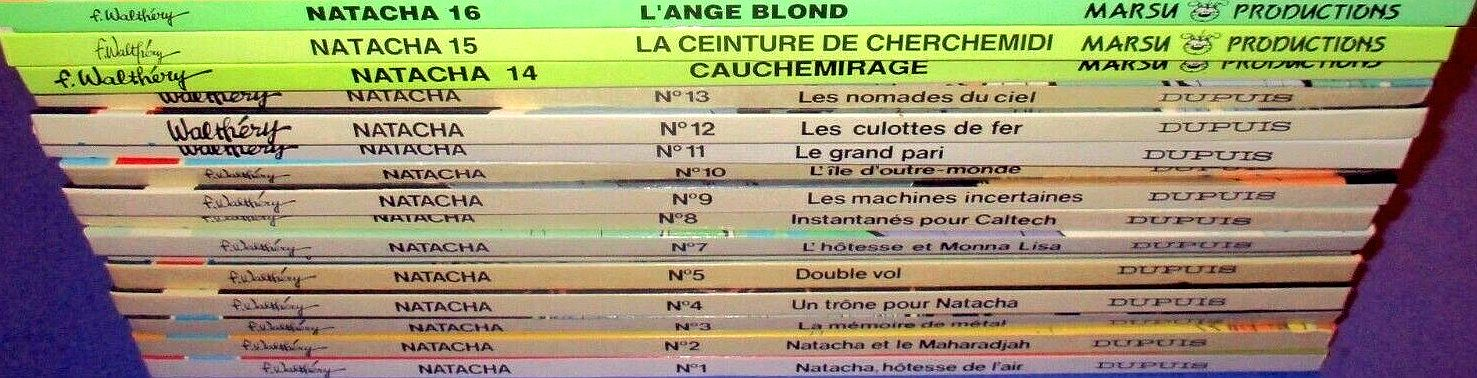
Natacha 1 à 16.

| N° | Histoire                          | Avion                  | Immatriculation  |
| -- | --------------------------------- | ---------------------- | ---------------- |
| 1  | Natacha hôtesse de l'air          | Douglas DC-3           | OWN              |
| 1  | Natacha hôtesse de l'air          | Sud-Aviation Caravelle | –                |
| –  | À un cheveu de la catastrophe     | Boeing 707             | –                |
| 2  | Natacha et le Maharadjah          | Boeing 747-100 ou 200B | –                |
| 3  | La Mémoire de métal               | Boeing 747-200         | –                |
| 3  | Un brin de panique                | Concorde               | FB501            |
| 3  | Un brin de panique                | Boeing 707             | –                |
| 4  | Un trône pour Natacha             | Boeing 747-100 ou 200B | –                |
| 5  | Double Vol                        | Boeing 747-100 ou 200B | –                |
| 5  | L'Étoile du berger                | Sud-Aviation Caravelle | –                |
| 5  | Un tour de passe-passe            | Sud-Aviation Caravelle | OO-SRI           |
| 6  | Le Treizième Apôtre               | Boeing 737-200         | –                |
| 7  | L'Hôtesse et Monna Lisa           | Fokker F.VII           | O-KEL-NANA       |
| 7  | L'Hôtesse et Monna Lisa           | Boeing 747-100 ou 200B | Z                |
| 7  | Natacha et les Petits Miquets     | Boeing 737-200         | –                |
| 7  | Natacha et les Petits Miquets     | Nord 2501              | SX-IHY           |
| 8  | Instantanés pour Caltech          | Boeing 747-200         | City of Cheratte |
| 9  | Les Machines incertaines          | Boeing 747-200         | –                |
| 10 | L'Île d'outre-monde               | Boeing 747-200         | BA 508           |
| 11 | Le Grand Pari                     | Fokker F.VII           | O-KEL-NANA       |
| 12 | Les Culottes de fer               | Fokker F.VII           | O-KEL-NANA       |
| 13 | Les Nomades du ciel               | Boeing 737-200         | –                |
| 14 | Cauchemirage                      | Boeing 747-200         | –                |
| 15 | La Ceinture de Cherchemidi        | –                      | –                |
| 16 | L'Ange blond                      | –                      | –                |
| 17 | La Veuve noire (Natacha)          | Douglas DC-10-10 ou 15 | –                |
| 18 | Natacha et les Dinosaures         | Boeing 747-200         | –                |
| 19 | La Mer de rochers                 | Boeing 747-200         | –                |
| 20 | Atoll 66                          | Boeing 747-200         | –                |
| 21 | Le Regard du passé                | –                      | –                |
| 22 | L’Épervier bleu                   | –                      | –                |
| 23 | Sur les traces de l’Épervier bleu | Airbus A320 ?          |                  |
| 24 | Chanson d'avril                   |                        |                  |

## Postérité
Le 24 novembre 2009, Freddy Thielemans, bourgmestre de la Ville de Bruxelles et Évelyne Huytebroeck, ministre du gouvernement de la région de Bruxelles-Capitale, inaugurent la fresque Natacha et la 41e fresque du Parcours BD de Bruxelles sur le mur latéral de la maison située au no 78 rue Jan Bollen à Laeken.

### Adaptations
Le personnage a inspiré un certain nombre de pastiches réalisés par d'autres dessinateurs, plus déshabillés, qui reprennent la même héroïne ou son équivalent dans d'autres professions (Nathalie la petite hôtesse, Magali la petite infirmière…). Walthéry lui-même a dessiné des planches de Natacha en version dénudée dans Parodies (MC productions, 1987).
Patrick Dewez a écrit en 1990 un conte musical, Mambo à Buenos Aires, mettant en scène Natacha. Le livret est illustré par François Walthéry et Georges Van Linthout. Le conte est raconté par Georges Pradez et les chansons sont interprétées par Renaud, Toots Thielemans, etc.

#### Long métrage
En 2024, on parle d'une adaptation pour le cinéma avec Camille Lou dans le rôle titre. Le film, intitulé Natacha (presque) hôtesse de l'air, est réalisé par Noémie Saglio. Il sort en salles en France le mercredi 2 avril 2025. L'histoire est celle de Natacha avant qu'elle ne soit effectivement hôtesse de l'air, ce qui en fait un prequel de la série de bandes dessinées. La compagnie aérienne mise en scène est baptisée France Atlantique, et non Bardaf.

## Publications en français

### Dans des périodiques
1. Natacha, hôtesse de l'air (scénario de Gos), dans Spirou nos 1663 à 1690 (26 février 1970 - 3 mars 1970). Repris dans Natacha, hôtesse de l’air.
2. À un cheveu de la catastrophe (scénario de Gos), dans Spirou no 1682 (9 juillet 1970). Repris dans Natacha & Co. Repris dans la Collection Collector Hachette Vol.02 (Natacha et le maharadjah)
3. L’Étoile du berger (scénario de Gos), dans Spirou no 1706 (24 décembre 1970). Repris dans Double Vol.
4. Natacha et le Maharadjah (scénario de Gos), dans Spirou nos 1747 à 1765 (7 juillet 1971 - 10 février 1972). Repris dans Natacha et le Maharadjah.
5. Un brin de panique (scénario de Marc Wasterlain), dans Spirou nos 1834 à 1840 (7 juin 1973 - 19 juillet 1973). Repris dans La Mémoire de métal.
6. La Mémoire de métal (texte d’Étienne Borgers adapté par François Walthéry), dans Spirou nos 1849 à 1860 (20 septembre 1973 - 6 décembre 1973). Repris dans La Mémoire de métal.
7. Natacha et la science-fiction (scénario de J. Baert), dans Spirou no 1860 (6 décembre 1973). Repris dans Natacha & Co. Repris dans la Collection Collector Hachette Vol. 03 (La Mémoire de métal)
8. Un trône pour Natacha (scénario de Maurice Tillieux), dans Spirou nos 1893 à 1912 (27 juillet 1974 - 5 décembre 1974). Repris dans Un trône pour Natacha.
9. Double Vol (scénario et décors de Mittéï), dans Spirou nos 1928 à 1937 (27 mars 1975 - 29 mai 1975). Repris dans Double Vol.

### En albums

#### Série classique
La maison d'édition Dupuis possède les droits sur les histoires écrites avant 1988. À partir de cette date, les droits sont transférés chez Marsu Productions qui est racheté par Dupuis en 2013.
- 1 Natacha hôtesse de l'air, Dupuis, Marcinelle, 1971
Scénario : Gos - Dessin : François Walthéry
- 2 Natacha et le Maharadjah, Dupuis, Marcinelle, 1972
Scénario : Gos - Dessin : François Walthéry
- 3 La Mémoire de métal, Dupuis, Marcinelle, 1974
Scénario : Étienne Borgers, François Walthéry, Marc Wasterlain - Dessin : François Walthéry
- 4 Un trône pour Natacha, Dupuis, Marcinelle, 1975
Scénario : Maurice Tillieux - Dessin : François Walthéry
- 5 Double Vol, Dupuis, Marcinelle, 1976
Scénario : Gos, Hao, Lemasque, François Walthéry - Dessin : Mittéï, François Walthéry
- 6 Le Treizième Apôtre, Dupuis, Marcinelle, 1978
Scénario : Maurice Tillieux - Dessin : François Walthéry
- 7 L'Hôtesse et Monna Lisa, Dupuis, Marcinelle, 1979
Scénario : Mittéï, François Walthéry - Dessin : Pierre Seron, François Walthéry
- 8 Instantanés pour Caltech, Dupuis, Marcinelle, 1981
Scénario : Étienne Borgers - Dessin : Jidéhem, François Walthéry
- 9 Les Machines incertaines, Dupuis, Marcinelle, 1983
Scénario : Étienne Borgers - Dessin : Jidéhem, François Walthéry
- 10 L'Île d'outre-monde, Dupuis, Marcinelle, 1984
Scénario : Marc Wasterlain - Dessin : François Walthéry, Will
- 11 Le Grand Pari, Dupuis, Marcinelle, 1985
Scénario : Mittéï - Dessin : Laudec, François Walthéry
- 12 Les Culottes de fer, Dupuis, Marcinelle, 1986
Scénario : Mittéï - Dessin : Laudec, François Walthéry
- 13 Les Nomades du ciel, Dupuis, Marcinelle, 1988
Scénario : Raoul Cauvin - Dessin : Laudec, François Walthéry
- 14 Cauchemirage, Marsu Productions, Monaco, 1989
Scénario : Mythic - Dessin : Mittéï, François Walthéry
- 15 La Ceinture de Cherchemidi, Marsu Productions, Monaco, 1992
Scénario : Peyo - Dessin : Mittéï, François Walthéry
- 16 L'Ange blond, Marsu Productions, Monaco, 1994
Scénario : Maurice Tillieux - Dessin : Georges Van Linthout, François Walthéry
- 17 La Veuve noire, Marsu Productions, Monaco, 1997
Scénario : Michel Dusart - Dessin : Georges Van Linthout, François Walthéry
- 18 Natacha et les Dinosaures, Marsu Productions, Monaco, 1998
Scénario : Marc Wasterlain - Dessin : François Walthéry
- 19 La Mer de rochers, Marsu Productions, Monaco, 2004
Scénario : Peyo - Dessin : François Walthéry
- 20 Atoll 66, Marsu Productions, Monaco, 2007
Scénario : Guy d'Artet - Dessin : Bruno Di Sano, François Walthéry
- 21 Le Regard du passé, Marsu Productions, Monaco, 2010
Scénario : Thierry Martens, Mythic - Dessin : François Walthéry
- 22 L’Épervier bleu, Dupuis, Marcinelle, 2014
Scénario : Sirius - Dessin : François Walthéry
- 23 Sur les traces de l’Épervier bleu, Dupuis, Marcinelle, 2018
Scénario : Sirius - Dessin : François Walthéry
- 24 Chanson d'avril, Dupuis, Marcinelle, 2025
Scénario : Sirius - Dessin : François Walthéry

Source : « bibliographie officielle »(Archive.org • Wikiwix • Archive.is • Google • Que faire ?), sur natacha-comics.com.

#### Intégrales Dupuis
- 1 Panique à bord, Dupuis, Marcinelle, 2007
Scénario : divers - Dessin : François Walthéry
- 2 Envol vers l’aventure, Dupuis, Marcinelle, 2008
Scénario : divers - Dessin : François Walthéry
- 3 Voyages à travers le temps, Dupuis, Marcinelle, 2009
Scénario : divers - Dessin : François Walthéry
- 4 Passeport pour l’enfer, Dupuis, Marcinelle, 2010
Scénario : divers - Dessin : François Walthéry
- 5 Intégrale 5, Dupuis, Marcinelle, 2014
Scénario : divers - Dessin : François Walthéry
- 6 Intégrale 6, Dupuis coll. « Patrimoine », Marcinelle, 2020
Scénario : divers - Dessin : François Walthéry -  (ISBN 979-10-34749-11-9)

#### Hors série
- HS1 Nostalgia - Spécial 20 ans , Marsu Productions, février 1990
Scénario : collectif - Dessin : François Walthéry - Couleurs : quadrichromie -  (ISBN 2-907159-04-6)[17]Hommage à François Walthéry par ses collègues et amis à l'occasion du 20e anniversaire de Natacha.

- HS2 Mambo à Buenos Aires  , Notes en Bulles, novembre 1990
Scénario : Patrick Dewez - Dessin : François Walthéry - Couleurs : quadrichromie -  (ISBN 2-87354-000-1)[18]accompagnée d'un CD ou d'une K7 audio. L'album porte deux mentions de code ISBN. Celui affiché est celui de la version de l'album accompagné d'un CD. Il est aussi mentionné le code 2-87354-001-X pour la version avec K7.

- HS3 Les érotiques de Natacha , Bitékouil Editions, janvier 2000
Scénario et dessin : François Walthéry - Couleurs : quadrichromie[19] Tirage à 50 exemplaires numérotés. Il reprend des dédicaces ou des dessins coquins.

- HS4 Le livre rose de Natacha ,  Noir Dessin Production, décembre 2014
Scénario et dessin : François Walthéry - Couleurs : quadrichromie[20] Livre au format A5, donné à la presse pour réaliser la promotion du livre d'or de Natacha.

- HS5 50 ans de charmes, Khani Éditions, janvier 2020
Scénario : collectif - Dessin : François Walthéry - Couleurs : quadrichromie -  (ISBN 2-8001-0912-2)[21]Avec une introduction illustrée de 4 pages. Cet ouvrage a fait l’objet d’un tirage à 500 exemplaires non numéroté avec une couverture "velours" rouge.

- HS6 Ah, Léon est là ?  ,  Noir Dessin Production, décembre 2023
Scénario et dessin : François Walthéry - Couleurs : quadrichromie[22] Tirage limité à 50 exemplaires, numéroté au verso

- HS7 Le Café Braham, le café des amis ,  Noir Dessin Production, juin 2024
Scénario : Art Book - Dessin : François Walthéry - Couleurs : quadrichromie -  (ISBN 978-2-87351-421-1)[23].

#### Collection collector (Marchands de journaux)
Les éditions Hachette sortent en 2018 une version collector des aventures de Natacha chez les marchands de journaux. Les albums sont en grand format (24 x 32 cm) avec un dos toilé et une frise de collection marquée au fer chaud. Un cahier exclusif de huit pages est présent dans chaque album*. Les ouvrages sont disponibles chez les marchands de journaux ainsi que les librairies avec une périodicité d'environ quinze jours. Des cadeaux sont offerts aux abonnés (Deux albums de la collection Rubine, un tiré à part de croquis de Natacha ainsi qu'une reproduction en résine de 15 cm du personnage conçue spécialement pour la collection. Un carnet de croquis intitulé La ligne courbe est aussi offert).
* Ces livrets remettent l'album en adéquation avec son époque ou son origine ; et les récits courts plus rares y sont repris, comme À un cheveu de la catastrophe dans le volume 2, Natacha et la science-fiction dans le volume 3, La Dur Lutte (édulcorée) dans le Volume 10, L'île d'outre-monde, ainsi que de nombreuses illustrations ou publicités, et aussi l'histoire courte Le coup de Foudre (publiée dans Super Tintin) dans le Volume 9 Instantanés pour Caltech.
22 albums sont sortis :
1. Natacha hôtesse de l'air (2 février 2018)
2. Natacha et le maharadjah (16 février 2018)
3. La Mémoire de métal (1er mars 2018)
4. Un trône pour Natacha (16 mars 2018)
5. Double vol (30 mars 2018)
6. Le Treizième Apôtre (17 avril 2018)
7. L'Hôtesse et Mona Lisa (27 avril 2018)
8. Instantanés pour Caltech (11 mai 2018)
9. Les Machines incertaines (24 mai 2018)
10. L'Île d'outre-monde (7 juin 2018)
11. Le Grand Pari (21 juin 2018)
12. Les Culottes de fer (4 juillet 2018)
13. Les Nomades du ciel (18 juillet 2018)
14. Cauchemirage (4 août 2018)
15. La Ceinture de Cherchemidi (17 août 2018)
16. L'Ange blond (29 août 2018)
17. La Veuve noire (12 septembre 2018)
18. Natacha et les dinosaures (26 septembre 2018)
19. La Mer de rochers (10 octobre 2018)
20. Atoll 66 (24 octobre 2018)
21. Le Regard du passé (7 novembre 2018)
22. L'Épervier bleu (21 novembre 2018)